# Nisargadatta Maharaj
Nisargadatta Maharaj (17 de abril de 1897-8 de septiembre de 1981) fue un gran maestro espiritual de la corriente advaita. Su enseñanza es admirada por ser directa, provocativa y radical. Considerado por muchos como un iluminado, su obra más conocida es I am that (Yo soy eso).

## Biografía
Nisargadatta nació el 17 de abril de 1897 en Bombay, con el nombre Maruti Shivrampant Kambli. Sus padres, Shivrampant Kambli y Parvati Bai, eran profundamente religiosos, y seguidores de la Varkari sampradaya, una tradición visnuista. Su padre trabajó como sirviente doméstico en Bombay y después como pequeño granjero en Kandalgaon, un pueblecito de los bosques en el Distrito de Sindhudurg, en Majarastra. Allí Maruti vivió durante su infancia con sus dos hermanos, cuatro hermanas y sus padres. Tras la muerte de su padre, Maruti dejó el pueblo al cumplir los dieciocho años, y se fue a Bombay con su hermano mayor, donde trabajó brevemente como vendedor con el objetivo de mantener a su familia. En poco tiempo abrió una pequeña tienda donde principalmente vendía bidis (cigarrillos finos indios), y rápidamente se hizo con una cadena de ocho locales. En 1924 se casó con Sumati Bai y tuvieron tres hijas y un hijo. 
Un amigo suyo, Yashwantrao Bagkar, era discípulo de Sri Siddharameshwar Maharaj, a quien llevó a ver un día. Maruti quedó conmovido por la personalidad y la enseñanza de aquel hombre, y poco después se convirtió en su gurú. Siddharameshwar le inició en la Inchegiri Sampradaya, y le dio instrucciones en la práctica del Atma Vichara, como él mismo refirió más tarde:

Mi gurú me ordenó a prestar atención a la sensación de 'Yo soy' y a nada más. Yo solamente obedecí. No seguí ninguna práctica de respiración, meditación, o estudio de las escrituras. Pasara lo que pasara, redirigiría mi atención a la sensación de 'Yo soy'. Puede parecer simple, incluso crudo. La única razón por lo que lo hice fue que mi Gurú me lo ordenó. Y dio resultado!

Siguiendo las instrucciones de su gurú, utilizó todo su tiempo libre concentrándose en la sensación de 'Yo soy', manteniéndose en ese estado por los años venideros, practicando meditación y recitando bhajans. 

Mi gurú me dijo: «Vuelve al estado de puro ser, donde el 'Yo soy' aún mantiene su pureza, antes de ser contaminado con 'Yo soy esto' o 'Yo soy eso'. Tu problema es la falsa identificación—abandónala». Mi gurú me dijo: «Crée lo que te digo: eres divino. Toma esto como la verdad absoluta. Tu gozo es divino, y también tu sufrimiento es divino. Todo procede de Dios. Recuerdalo siempre. Eres lo supremo, tu voluntad se ha consumado.» Yo le creí y pronto me di cuenta de la realidad de estas palabras. No condicioné mi mente pensando, «Yo soy Dios, soy maravilloso, estoy más allá de todo». Simplemente seguí sus instrucciones, que consistían en concentrar la mente en el 'Yo soy', y mantenerse en él. Solía sentarme horas y horas, con nada más que el 'Yo soy' en mi mente, y pronto la paz, el gozo y un amor sin fronteras se convirtieron en mi estado normal. Con esto desapareció mi gurú, la vida que seguía, el mundo alrededor mío y yo mismo. Solamente se mantuvo la paz, y un silencio insondable.

Siddharameshwar murió poco después, el 9 de noviembre de 1936. En 1937, Nisargadatta abandonó a su familia y su negocio de bidis y se fue a los Himalayas; pero a los ocho meses regresó con su familia en Bombay, donde permaneció el resto de su vida, ganándose la vida con una de las tiendas de tabaco.